# Tom Spanbauer
Tom Spanbauer (* 30. Juni 1946 in Pocatello, Idaho; † 21. September 2024) war ein US-amerikanischer Schriftsteller.

## Leben
Spanbauer besuchte die St. Joseph’s Catholic School und die Highland High School. Er studierte an der Columbia University und an der Idaho State University Kreatives Schreiben. Spanbauer war zwei Jahre lang Mitglied des Peace Corps in Kenia. Als Schriftsteller veröffentlichte Spanbauer mehrere Werke. Für sein Buch I Loved You More erhielt Spanbauer 2015 den Lambda Literary Award. Spanbauer wohnte in Portland, Oregon, wo er einen Kurs mit dem Titel „Gefährliches Schreiben“ unterrichtete.
Er starb am 21. September 2024 im Alter von 78 Jahren.

## Werke (Auswahl)
- 1989: Faraway Places
- 1991: The Man Who Fell in Love with the Moon
  - dt. 1994, 2007: Der Mann, der sich in den Mond verliebte
- 2001: In The City Of Shy Hunters
- 2007: Now Is The Hour
- 2014: I Loved You More, Hawthorne Books

## Auszeichnungen und Preise (Auswahl)
- 1992: Nominierung für den Stonewall Book Award
- 2015: Lambda Literary Award (Gay Fiction) für I Loved You More